# 普通话翡翠台
普通話翡翠台（英語：Mandarin Jade）是香港电视广播有限公司（TVB）的一條海外頻道。於香港時間2018年3月19日下午4時在TVB Anywhere啟播，以24小時普通話廣播。其內容包括新聞資訊，普通話配音的港劇，綜合娛樂，旅遊節目及美食節目等。啟播當天的首個節目是澳新版本的《新聞報道》。
2018年9月1日，隨TVB裁減TVBI資源，TVB Anywhere上的此頻道和TVB電台分別於加拿大太平洋時間2018年8月27日及香港時間2018年9月1日停播。
普通話翡翠台為香港電視廣播有限公司以國語普通話廣播、採用簡體中文字幕的電視頻道，透過TVB Anywhere平台面向海外華人播出。普通話翡翠台於海外4大地區（澳洲、英國及歐洲、加拿大東、加拿大西）的每晚7時播出《新聞報道》，以普通話報導當地新聞及財經資訊、華人社區、國際政治等新聞資訊，提供海外升學移民資訊與社區生活資訊。同時，普通話翡翠台播出的無線電視綜藝娛樂節目與旅遊美食節目，以及播放無綫電視的港劇，都以普通話配音播出並會保留粵語原聲（為第二聲道）。後來有部份普通話財經資訊節目於明珠台播出。

## 新聞主播
溫蕎菲，儲子揚，孫雪祺，勞旭雯，楊暢，邱一如，邱潔驊，林競

## 之前播映的節目
以下時段為2018年8月31日停止在TVB Anywhere广播，转型为开路卫星频道及以前一週播出的節目，皆為UTC+8時間。
| 時間  | 星期一（27日）         | 星期二（28日）         | 星期三（29日）         | 星期四（30日）         | 星期五（31日）         | 星期六（25日）         | 星期日（26日）         |
| ----- | ---------------------- | ---------------------- | ---------------------- | ---------------------- | ---------------------- | ---------------------- | ---------------------- |
| 0:00  | 畢打自己人             | 畢打自己人             | 畢打自己人             | 畢打自己人             | 畢打自己人             | 畢打自己人             | 畢打自己人             |
| 0:30  | 倩女喜相逢             | 倩女喜相逢             | 倩女喜相逢             | 倩女喜相逢             | 倩女喜相逢             | 倩女喜相逢             | 倩女喜相逢             |
| 1:30  | 國際視野               | 創科導航               | 升學無疆界             | 星期三檔案             | 最強生命線             | 樂宜居                 | 寰宇萬象               |
| 2:00  | 新聞報道（英國、歐洲） | 新聞報道（英國、歐洲） | 新聞報道（英國、歐洲） | 新聞報道（英國、歐洲） | 新聞報道（英國、歐洲） | 新聞報道（英國、歐洲） | 新聞報道（英國、歐洲） |
| 2:25  | 中華掠影               | 新聞報道（英國、歐洲） | 新聞報道（英國、歐洲） | 新聞報道（英國、歐洲） | 新聞報道（英國、歐洲） | 新聞報道（英國、歐洲） | 中華掠影               |
| 2:30  | 學是學非               | 愛·回家之開心速遞      | 愛·回家之開心速遞      | 愛·回家之開心速遞      | 愛·回家之開心速遞      | 愛·回家之開心速遞      | 背遊中亞               |
| 3:00  | 衝上雲霄II             | 衝上雲霄II             | 衝上雲霄II             | 衝上雲霄II             | 衝上雲霄II             | 衝上雲霄II             | 流行經典50年           |
| 3:55  | 走過香港 半世紀        | 衝上雲霄II             | 衝上雲霄II             | 衝上雲霄II             | 衝上雲霄II             | 衝上雲霄II             | 走過香港 半世紀        |
| 4:00  | 新聞提要               | 新聞提要               | 新聞提要               | 新聞提要               | 新聞提要               | 新聞提要               | 新聞提要               |
| 4:05  | 衝上雲霄II             | 特技人                 | 特技人                 | 特技人                 | 特技人                 | 特技人                 | 馬家開飯               |
| 5:00  | 夢想車華               | 樂活好健康             | 樂活好健康             | 樂活好健康             | 樂活好健康             | 公公出埠               | 3日2夜                 |
| 5:30  | 倩女喜相逢             | 倩女喜相逢             | 倩女喜相逢             | 倩女喜相逢             | 倩女喜相逢             | 倩女喜相逢             | 倩女喜相逢             |
| 6:30  | 國際視野               | 創科導航               | 升學無疆界             | 星期三檔案             | 最強生命線             | 樂宜居                 | 寰宇萬象               |
| 7:00  | 新聞報道（美加）       | 新聞報道（美加）       | 新聞報道（美加）       | 新聞報道（美加）       | 新聞報道（美加）       | 新聞報道（美加）       | 新聞報道（美加）       |
| 7:25  | 中華掠影               | 新聞報道（美加）       | 新聞報道（美加）       | 新聞報道（美加）       | 新聞報道（美加）       | 新聞報道（美加）       | 中華掠影               |
| 7:30  | 學是學非               | 愛·回家之開心速遞      | 愛·回家之開心速遞      | 愛·回家之開心速遞      | 愛·回家之開心速遞      | 愛·回家之開心速遞      | 背遊中亞               |
| 8:00  | 衝上雲霄Ⅱ              | 衝上雲霄Ⅱ              | 衝上雲霄Ⅱ              | 衝上雲霄Ⅱ              | 衝上雲霄Ⅱ              | 衝上雲霄Ⅱ              | 流行經典50年           |
| 8:55  | 衝上雲霄Ⅱ              | 衝上雲霄Ⅱ              | 衝上雲霄Ⅱ              | 衝上雲霄Ⅱ              | 衝上雲霄Ⅱ              | 衝上雲霄Ⅱ              | 流行經典50年           |
| 9:00  | 衝上雲霄II             | 特技人                 | 特技人                 | 特技人                 | 特技人                 | 特技人                 | 馬家開飯               |
| 10:00 | 新聞報道（美加）       | 新聞報道（美加）       | 新聞報道（美加）       | 新聞報道（美加）       | 新聞報道（美加）       | 新聞報道（美加）       | 新聞報道（美加）       |
| 10:25 | 中華掠影               | 新聞報道（美加）       | 新聞報道（美加）       | 新聞報道（美加）       | 新聞報道（美加）       | 新聞報道（美加）       | 中華掠影               |
| 10:30 | 夢想車華               | 樂活好健康             | 樂活好健康             | 樂活好健康             | 樂活好健康             | 公公出埠               | 3日2夜                 |
| 11:00 | 學是學非               | 愛·回家之開心速遞      | 愛·回家之開心速遞      | 愛·回家之開心速遞      | 愛·回家之開心速遞      | 愛·回家之開心速遞      | 背遊中亞               |
| 11:30 | 衝上雲霄II             | 衝上雲霄Ⅱ              | 衝上雲霄Ⅱ              | 衝上雲霄Ⅱ              | 衝上雲霄Ⅱ              | 衝上雲霄Ⅱ              | 流行經典50年           |
| 12:25 | 走過香港 半世紀        | 衝上雲霄Ⅱ              | 衝上雲霄Ⅱ              | 衝上雲霄Ⅱ              | 衝上雲霄Ⅱ              | 衝上雲霄Ⅱ              | 走過香港 半世紀        |
| 12:30 | 新聞提要               | 新聞提要               | 新聞提要               | 新聞提要               | 新聞提要               | 新聞提要               | 新聞提要               |
| 12:35 | 衝上雲霄II             | 特技人                 | 特技人                 | 特技人                 | 特技人                 | 特技人                 | 馬家開飯               |
| 13:30 | 夢想車華               | 樂活好健康             | 樂活好健康             | 樂活好健康             | 樂活好健康             | 公公出埠               | 3日2夜                 |
| 14:00 | 國際視野               | 創科導航               | 升學無疆界             | 星期三檔案             | 最強生命線             | 樂宜居                 | 寰宇萬象               |
| 14:30 | 倩女喜相逢             | 倩女喜相逢             | 倩女喜相逢             | 倩女喜相逢             | 倩女喜相逢             | 倩女喜相逢             | 倩女喜相逢             |
| 15:30 | 畢打自己人             | 畢打自己人             | 畢打自己人             | 畢打自己人             | 畢打自己人             | 畢打自己人             | 畢打自己人             |
| 16:00 | 夢想車華               | 樂活好健康             | 樂活好健康             | 樂活好健康             | 樂活好健康             | 公公出埠               | 3日2夜                 |
| 16:30 | 創科導航               | 升學無疆界             | 星期三檔案             | 最強生命線             | 樂宜居                 | 寰宇萬象               | 國際視野               |
| 17:00 | 新聞報道（澳新）       | 新聞報道（澳新）       | 新聞報道（澳新）       | 新聞報道（澳新）       | 新聞報道（澳新）       | 新聞報道（澳新）       | 新聞報道（澳新）       |
| 17:25 | 社區及商業快訊         | 社區及商業快訊         | 社區及商業快訊         | 社區及商業快訊         | 社區及商業快訊         | 中華掠影               | 中華掠影               |
| 17:30 | 學是學非               | 愛·回家之開心速遞      | 愛·回家之開心速遞      | 愛·回家之開心速遞      | 愛·回家之開心速遞      | 愛·回家之開心速遞      | 背遊中亞               |
| 18:00 | 衝上雲霄Ⅱ              | 衝上雲霄Ⅱ              | 衝上雲霄Ⅱ              | 衝上雲霄Ⅱ              | 衝上雲霄Ⅱ              | 衝上雲霄Ⅱ              | 流行經典50年           |
| 18:55 | 衝上雲霄Ⅱ              | 衝上雲霄Ⅱ              | 衝上雲霄Ⅱ              | 衝上雲霄Ⅱ              | 衝上雲霄Ⅱ              | 衝上雲霄Ⅱ              | 走過香港 半世紀        |
| 19:00 | 新聞提要               | 新聞提要               | 新聞提要               | 新聞提要               | 新聞提要               | 新聞提要               | 新聞提要               |
| 19:05 | 衝上雲霄II             | 特技人                 | 特技人                 | 特技人                 | 特技人                 | 特技人                 | 馬家開飯               |
| 20:00 | 樂活好健康             | 樂活好健康             | 樂活好健康             | 樂活好健康             | 樂活好健康             | 3日2夜                 | 夢想車華               |
| 20:30 | 創科導航               | 升學無疆界             | 星期三檔案             | 最強生命線             | 樂宜居                 | 寰宇萬象               | 國際視野               |
| 20:55 | 創科導航               | 升學無疆界             | 星期三檔案             | 最強生命線             | 樂宜居                 | 走過香港 半世紀        | 走過香港 半世紀        |
| 21:00 | 新聞提要               | 新聞提要               | 新聞提要               | 新聞提要               | 新聞提要               | 新聞提要               | 新聞提要               |
| 21:05 | 愛·回家之開心速遞      | 愛·回家之開心速遞      | 愛·回家之開心速遞      | 愛·回家之開心速遞      | 愛·回家之開心速遞      | 背遊中亞               | 學是學非               |
| 21:30 | 衝上雲霄Ⅱ              | 衝上雲霄Ⅱ              | 衝上雲霄Ⅱ              | 衝上雲霄Ⅱ              | 衝上雲霄Ⅱ              | 流行經典50年           | 衝上雲霄II             |
| 22:30 | 特技人                 | 特技人                 | 特技人                 | 特技人                 | 特技人                 | 馬家開飯               | 衝上雲霄II             |
| 23:30 | 樂活好健康             | 樂活好健康             | 樂活好健康             | 樂活好健康             | 樂活好健康             | 3日2夜                 | 夢想車華               |

## 台徽
台徽一般在畫面右上角顯示。而「普通話」及「翡翠台」會分兩行顯示。